# Anton Merziger
Anton Merziger (* 20. September 1887 in Püttlingen; † 19. August 1956 in Saarlouis) war ein saarländischer Politiker der Christlichen Volkspartei des Saarlandes (CVP).
Der Kaufmann gehörte nach dem Zweiten Weltkrieg im französisch besetzten Saarland zu den Gründungsmitgliedern der CVP. Er wurde 1947 in den neu gegründeten Landtag des Saarlandes gewählt, dem er bis zu seinem Tod angehörte. 
Im April 1949 trat er die Nachfolge von Walter Bloch als Bürgermeister von Saarlouis an. Er setzte unter anderem den Wiederaufbau der Stadt und die Beseitigung der Elendswohnungen durch. In seine Amtszeit fielen auch der Kauf des Canisianums und der Bau des Saarlouiser Rathauses. Nach der Saarabstimmung 1955, die sich für die allein regierende CVP als Niederlage herausstellte, wurde Merziger im März 1956 als Bürgermeister abgelöst.
Zu seinen Ehren ist in der Innenstadt von Saarlouis der 1968 erbaute Anton-Merziger-Ring nach ihm benannt.